# Brittenpassage

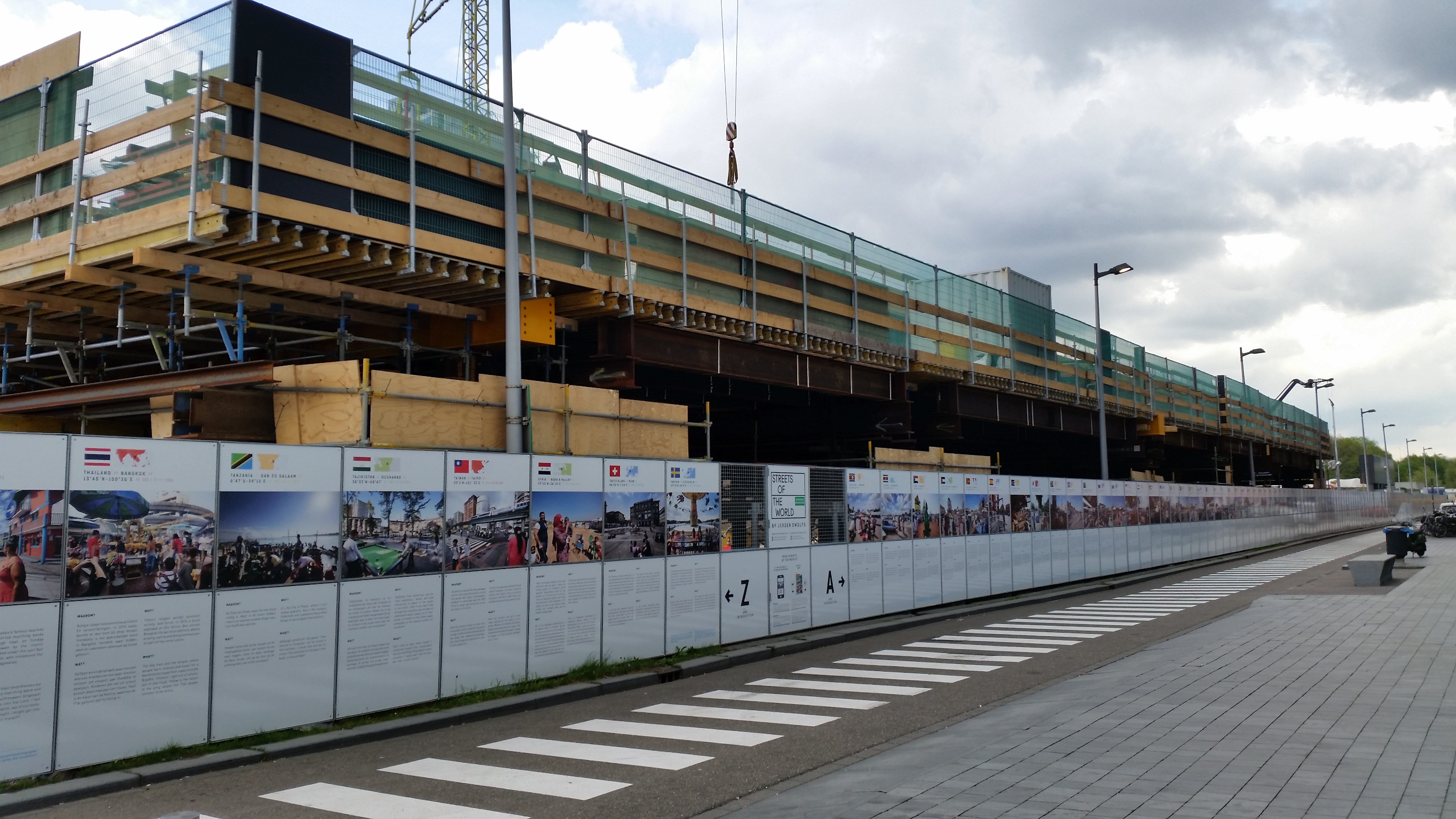
De in aanbouw zijnde Brittenpassage met daaronder het kunstwerk Streets of the world (april 2019)

De Brittenpassage is een kunstwerk in Amsterdam-Zuid. Het totale complex kent een geplande einddatum voor 2027. Deze passage zal in de toekomst dienen als onderdoorgang van de Schiphollijn en Metrolijn 50 en 51 ten westen van Station Amsterdam Zuid. De passage is vernoemd naar de Benjamin Brittenstraat, die uitkomt op de passage.
De bouwwerkzaamheden voor de betonnen bouwconstructie van 70 meter lang, 15 meter breed en 2 meter dik met zijwanden vinden plaats op een terrein tussen de zuidelijke baan van de Rijksweg 10 en de Arnold Schönberglaan tussen het Gustav Mahlerplein en de Parnassusweg.

## Bouw
In 2018 werd begonnen met de voorbereidingen voor de bouw van het eerste gedeelte. Aanvoer van bouwmateriaal moest plaatsvinden via de Parnassusweg, alwaar toen nog de Amstelveenlijn (sneltram) reed; er kon alleen ’s nachts aanvoer plaatsvinden. De bouw moest ondersteund worden door ingedraaide paalfundering van 68 palen van 26 meter lang. Deze palen werden aangevoerd over het Gustav Mahlerplein, dat afgedekt werd met staalplaten. De Amstelveenlijn werd daarna verlegd en de zogenaamde Amstelveenboog met brug 1631 werd op 3 maart 2019 buiten werking gesteld, rails werden verwijderd. Er kon toen ook overdag bouwmateriaal aangevoerd worden. In de zomer wordt het dek in een omgekeerde U-vorm op haar plaats onder de spoorrails geschoven. Daartoe zullen zowel het zuidelijke deel van de Rijksweg 10 als het spoor en een deel van het station afgesloten moeten worden. Grote werkzaamheden vonden onder andere plaats tijdens Pinksteren 2019 (8-10 juni), maar ook in juli 2022. Overigens moeten voor de werkzaamheden ook de perrons van het station ingekort worden. Het eerste dek wordt geplaatst onder de sporen 2 en 3 van Station Zuid. Om het terrein werd een afscherming gemaakt waarop het 230 meter lange kunstwerk Streets of the world van Jeroen Swolfs te zien is. 
Tegelijkertijd met de bouw van het eerste dek werd begonnen met de inrichting van het bouwterrein voor het tweede deel. Dat wordt aan de noordzijde van het station gebouwd en is bedoeld voor spoor 4 (het noordelijkste spoor) en Metrolijn 50 en 51. Daar is het terrein smaller en moest afgebakend worden met damwanden die vanwege dreigende geluidsoverlast de grond in gedrukt werden (in plaats van trillen of heien). Als laatste wordt gebouwd aan het deel dat de spoorverbreding moet dragen; dat zal zich aan de zuidkant bevinden.
Alhoewel getroffen door een staking van de werkzaamheden in de (na)zomer van 2019 werd het gevaarte in het eerste weekend van november 2019 op haar plaats geduwd. Daartoe moest het dijklichaam waarop spoor en rijksweg liggen afgegraven worden, vervolgens werd het 3.000 ton wegende platform geplaatst, waarna het dijklichaam weer opgebouwd werd. Tegelijkertijd moesten spoorrails, wegdek en wegbelijning verwijderd en weer geplaatst/ aangebracht worden. Het ging daarbij om verplaatsing van circa 2.500 m3 grond.   
1. ↑  Redactie, Voorbereidingen voor bouw Brittenpassage. Zuidas (2 november 2018). Gearchiveerd op 24 augustus 2022. Geraadpleegd op 24 augustus 2022.